# Herbert Brunskog

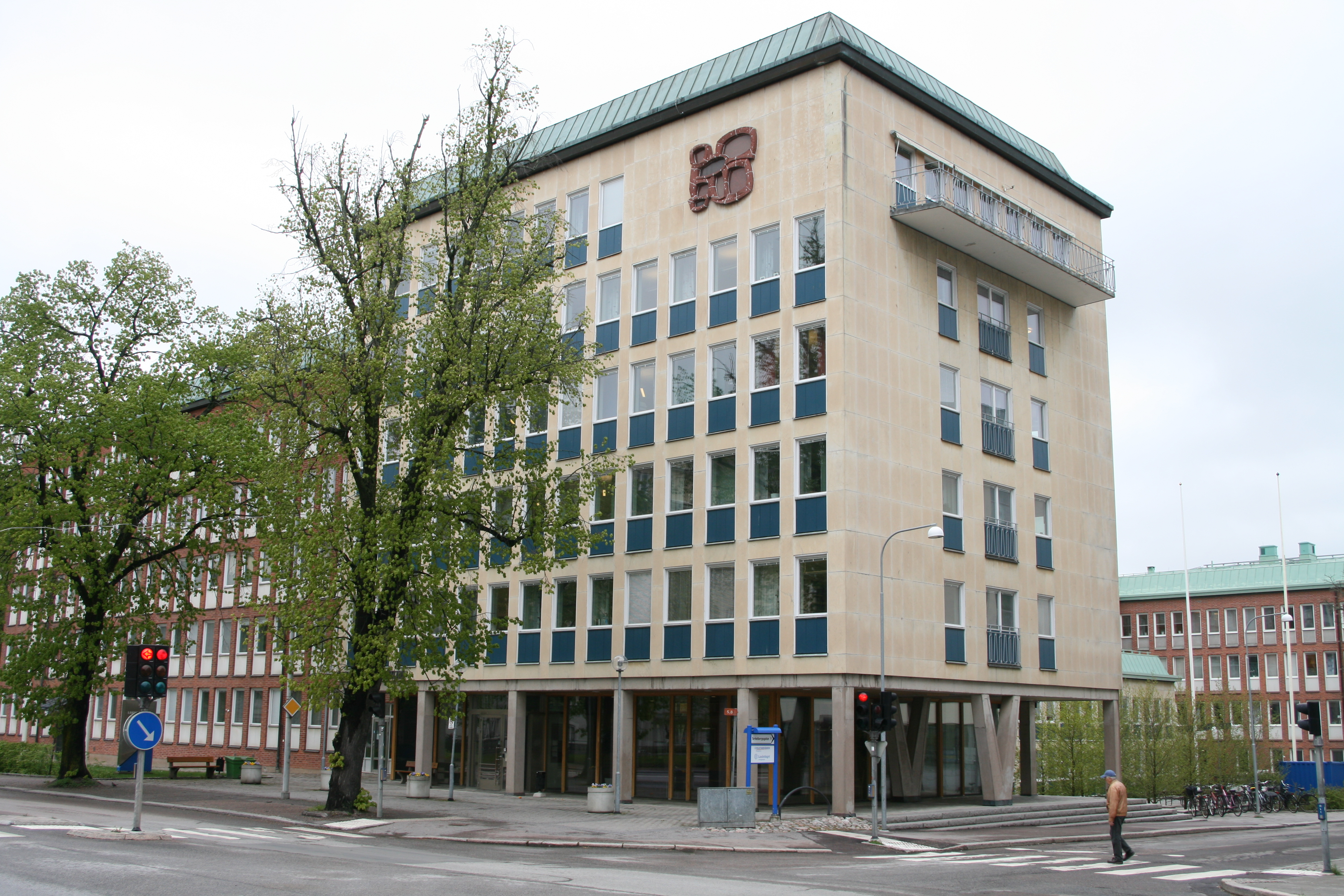
Landstingshuset i Linköping.

Herbert Brunskog, född 16 september 1914 i Örebro, död 9 december 1997 i Linköping, var en svensk arkitekt.
Brunskog, som var son till civilingenjör Victor Brunskog och Jenny Koraen, avlade studentexamen i Eskilstuna 1933 (latinlinjen) och 1934 (reallinjen) och utexaminerades från Kungliga Tekniska högskolan 1938. Han anställdes på Axel Brunskogs arkitektkontor i Linköping 1938 och var chef för och innehavare av detta från 1946. Han ritade bland annat lasaretten i Kisa, Finspång och Motala, olika kliniker vid Linköpings centrallasarett, landstingshuset i Linköping, Linköpings strumpfabrik, barnhem i Linköping, Motala och Skänninge, diverse sjukhem, vårdhem, skolor, villor och läkarstationer.